# José Mora (Bischof)
José Mora (* 1639 in Valls; † 1707) war ein spanischer Geistlicher.
Am 20. Dezember 1683 wurde er zum Titularbischof von Maronea und Weihbischof in Tarragona ernannt. Im Februar 1684 weihte José Sanchís y Ferrandis OdeM, Erzbischof von Tarragona, ihn zum Bischof.